# Mindset (groupe)
Pour les articles homonymes, voir Mindset.
Mindset est un groupe de rock alternatif américain, originaire de Virginia Beach, dans l'État de la Virginie. Le groupe connut un succès fulgurant pour retomber ensuite dans le plus strict anonymat.

## Biographie
Formé en 1994, le groupe connaît un rapide succès dans les salles de Virginie où ils se produisent. Quelques mois après, le groupe enregistre une première démo quatre titres. Fort d’un management de groupe efficace, le groupe démarche les labels et s’attire bientôt les vues du label Noise Records, un label allemand ayant une succursale à Los Angeles. Un contrat est signé et le groupe enregistre son premier album aux Oz Studios de Baltimore. Ce premier opus, album éponyme, sort en 1997. Une tournée de promotion est organisée, le groupe écume ainsi les scènes américaines et fait même un show à Londres.
À la suite de cette tournée, le groupe embraye sur l’enregistrement de son deuxième album A Bullet for Cinderella. Fidèle au Oz Studios, l’album sort le 16 février 1999 au label Noise Records, et bien accueilli par la presse spécialisée,. Le groupe entame ensuite sa deuxième tournée pour promouvoir son album. Peu satisfait de la manière dont sont distribués leurs albums, le groupe met un terme à son contrat avec Noise Records. Les deux disques du groupe seront distribués par Sanctuary Records.
Le blog du groupe informe de la sortie d’un troisième opus intitulé Somewhere South of Comfort dont il n’existe aucune trace hormis sur le blog du groupe. En 2005, le label Atlantic Records sous les conseils de Kid Rock approche le groupe, et lui commande une démo. Le groupe se rend au Drew Mazurek’studio de Baltimore et enregistre trois titres Big Hell, Napalm Sunday, et Running out of West. Le résultat n’est pas en adéquation avec les attentes du label qui ne donne pas de suite.
Le 13 juin 2015, le groupe se réunit pour jouer un concert spécial vingtième année d'existence au Pancho and Luigi’s de Norfolk.

## Discographie
- 1997 : Mindset
- 1999 : A Bullet for Cinderella
- 2000 : Somewhere South of Comfort
- 2008 : Forever is
- 2010 : Unearthed (single)

## Membres
- Roddy Lane – voix
- Don Campbell – guitare
- John O’Neil – basse